# Vezzano Ligure
Vezzano Ligure – miejscowość i gmina we Włoszech, w regionie Liguria, w prowincji La Spezia.
Według danych na rok 2004 gminę zamieszkiwało 7369 osób, 409,4 os./km².